# Friedrich Wilhelm Euler
Pour les articles homonymes, voir Euler (homonymie).
Friedrich Wilhelm Euler (né le 19 mai 1908 à Bensheim et mort le 14 février 1995 dans la même ville) est un archiviste et généalogiste allemand. Les collections de Friedrich Wilhelm Euler et de l'institut de recherche de personnalités historiques à Bensheim sont transférées dans les collections de l'Institut d'histoire personnelle de Bensheim. Surtout à l'époque national-socialiste, il écrit également sous le pseudonyme de Wilfried Euler (abréviation et recomposition des noms de baptême).

## Biographie
Friedrich Wilhelm Euler est un fils de Karl Euler (mort en 1933) et un petit-fils du fabricant de papier de Bensheim Wilhelm Euler (de). Son frère est le chanteur d'opéra Horst Euler (de).
Il étudie le droit à l'Université technique de Munich et à l'Université Louis-et-Maximilien. Le 10 mai 1928, il devient renard dans le Corps Vitruvia. Récipiendaire le 2 mars 1929, il dispute huit parties, quatre avec des Rhénans-Palatins (de) et quatre avec des Cisariens (de). En tant qu'inactif, il rejoint l'Université Louis de Hesse en 1930. Il y est associé au Corps Hassia Gießen. En 1931, il retourna à Munich, où il réussit l'examen d'avocat.

### La recherche raciale à l'époque du national-socialisme
En 1932, Euler travaille sur un index ancestral de la Maison brune. Il commence sa carrière comme archiviste en 1933 au ministère de l'Intérieur du Reich. Sous Achim Gercke (de), il est occupé à collecter des données généalogiques et statistiques sur les mariages mixtes et les métis juifs. Ses chiffres sur le métissage servent également de base de données pour les lois de Nuremberg promulguées en 1935. Il estime le nombre de juifs et de métis juifs en Allemagne à 1,5 million. Dans ses recherches sur les ancêtres juifs, il est remonté jusqu'au XVIIe siècle. Il s'est concentré sur la détection des mélanges raciaux entre les Aryens et les Juifs. Après que Gercke a été démis de ses fonctions en janvier 1935 et que Kurt Mayer (de), qui devient plus tard le chef du Bureau du Reich pour la recherche sur la famille (de), soit devenu son successeur, Euler rejoint d'abord le ministère de l'Éducation du peuple et de la Propagande du Reich, où il travaille sous Wilhelm Ziegler (de) à l'Institut pour l'étude de la question juive (de). Pour la publication Die Juden in Deutschland, Euler fournit les données sur les conseils de surveillance et les banquiers juifs qui ont dirigé la République de Weimar.
Démis de ses fonctions ministérielles en 1935, Euler devient rapidement chargé de recherche et archiviste à Munich à l'Institut du Reich pour l'histoire de la Nouvelle Allemagne (de) sous Walter Frank (de). Il y devient un employé de Wilhelm Grau (de). En 1936, il compile des statistiques sur les baptêmes juifs et les mariages mixtes en Allemagne. Ce travail est d'une importance directe pour le service d'identification. Archiviste du Reich depuis 1944, il est affecté au département culturel du ministère des Affaires étrangères. Il est indispensable pendant la Seconde Guerre mondiale, mais est appelé à plusieurs reprises pour l'armée (Wehrmacht) (Haute-Silésie). Vers la fin de la guerre, il est fait prisonnier par les Américains.
Euler consacre d'autres travaux au recroisement des Juifs mixtes. Avec le rétrocroisement, Euler veut prouver que le sang est plus fort que la volonté, aussi sérieuse soit-elle, d'assimilation raciale. Il est entré dans les détails sur les descendants de la famille Mendelssohn. Pour le travail sur cet ouvrage, Euler fait publier un appel via la Allgemeine Suchblatt für Sippenforscher, dans laquelle des membres d'associations historiques doivent aider à l'enregistrement des conversions des juifs à une confession chrétienne. De même, les mariages et les descendants de ces personnes, ainsi que tous les mariages mixtes de juifs baptisés doivent être enregistrés. En 1939, cet appel est réimprimé. Avec ses recherches, Euler veut prouver la "pénétration du sang juif" dans la classe supérieure. Dans ses publications de rétrocroisement, il avance la thèse selon laquelle les caractéristiques raciales des ancêtres juifs disparaissent rarement de leur progéniture, car le sang est plus fort que la volonté d'assimilation raciale, aussi sérieuse fût-elle.
Après 1940, Euler étend ses recherches à l'Italie, la France et l'Angleterre. En 1941, il publie un écrit sur la judaïsation de la classe supérieure anglaise. De janvier à avril 1942, une série intitulée « Qui gouverne l'Angleterre ? Un aperçu de l'élite de l'Empire ». Il travaille ensuite sur Diplomatischen Jahrbuch zur jüdischen Weltpolitik, qui est publié en 1944 sans nommer les auteurs.

### Recherche personnelle après 1945
À partir de 1946, Euler est un employé permanent de la Neue Deutsche Biographie à la Commission historique de l'Académie bavaroise des sciences. Par l'intermédiaire de son institut à Bensheim, il s'occupe de l'ouvrage en cinq volumes intitulé Deutsche Führungsschichten in der Neuzeit, pour lequel il implique des historiens comme Günther Franz, Hellmuth Rössler (de) et Herbert Helbig (de) de la Société Ranke (de) en tant que rédacteurs. En juillet 1946, Euler confirme dans une déclaration sous serment à l'historien Karl Alexander von Müller (de) à sa demande « sa distance par rapport à la recherche juive ». En 1993, la Fondation Friedrich Wilhelm-Euler est fondée, qui depuis 2008 porte l'Institut d'histoire personnelle sous le nouveau nom de Fondation d'histoire personnelle, qui poursuit l'approche généalogique d'Euler - sans l'origine idéologique.

## Contributions généalogiques
- Meyers Enzyklopädisches Lexikon, im Bibliographischen Institut, Mannheim
- Biographisches Wörterbuch zur deutschen Geschichte, bearbeitet von Karl Bosl, Günther Franz und Hanns Hubert Hofmann, A. Francke Verlag (de), München 1973 ff.
- Hauptbearbeiter der Merck’schen Familienzeitschrift (MFZ) Band 20, 1960 bis Bd. 25, 1975 (Darmstadt)
- Hauptbearbeiter von Ahnen und Enkel, Bd. 1, 1955 bis Bd. 5, 1971 (Limburg an der Lahn)
- Genealogisches Handbuchs des in Bayern immatrikulierten Adels, herausgegeben von der Vereinigung des Adels in Bayern, Verlag Degener, Neustadt, seit 1950
- Genealogisches Handbuch des Adels, ab Band 1 (1950)
- Deutsches Geschlechterbuch, ab Band 120 (1955)
- Deutsche Führungsschichten in der Neuzeit, ab Band 1 (1963–1993)

## Éditions
- Wilhelm Koch [1866–1957, Genealoge]. Einst und Jetzt, Jahrbuch des Vereins für corpsstudentische Geschichtsforschung, Bd. 3 (1958), S. 153–155.
- Fritz Groos [1889–1971, HNO-Arzt in Darmstadt, Vertrauter der Familie Merck]. Einst und Jetzt, Bd. 17 (1972), S. 214–217.
- Genealogische Schwerpunktforschung – Ein Weg zur systematischen Erschließung der genealogischen Quellen. Genealogie 44 (1995), S. 456–461.

## Publications
- B. Ph. Schroeder : Biobibliographie FW Euler. Dans : Archive pour la recherche sur les clans. 44 Nés en 1978 et 49. Jg., 1983, 2-3.